# Шиелийски район
Шиелийски район (на казахски: Шиелі ауданы) е съставна част на Къзълординска област, Казахстан. Административен център е град Шиели. Обща площ 30 750 км2 и население 82 620 души (по приблизителна оценка към 1 януари 2020 г.).